# Fungia granulosa
Fungia granulosa là một loài san hô trong họ Fungiidae. Loài này được Klunzinger mô tả khoa học năm 1879.